# ورزشگاه نیکولا کاراوولو
 ورزشگاه نیکولا کاراوولو  (به ایتالیایی: Stadio Nicola Ceravolo) ورزشگاهی چند منظوره در شهر کاتانزارو در کشور ایتالیا است.
بازی‌های خانگی باشگاه فوتبال کاتانزارو در این ورزشگاه برگزار می‌شود.